# Yuexi (Anhui)
Yuexi (chiń. upr. 岳西县; chiń. trad. 岳西縣; pinyin Yuèxī Xiàn) – powiat w północnej części prefektury miejskiej Anqing w prowincji Anhui w Chińskiej Republice Ludowej. Liczba mieszkańców powiatu, w 1999 roku, wynosiła 400 870.